# Sturgeon River (English River)
Der Sturgeon River ist ein rechter Nebenfluss des English River im äußersten Westen der kanadischen Provinz Ontario.
Der Sturgeon River bildet den Abfluss des Sydney Lake. Er verlässt diesen an dessen südlichem Ufer und fließt in südlicher Richtung durch den Kanadischen Schild. Er durchfließt eine Reihe von Seen, darunter Right Lake, Roger Lake, Fletcher Lake, Cabin Lake und Salvesen Lake. Zwischen den Seen überwindet der Sturgeon River mehrere Stromschnellen. Schließlich mündet der Sturgeon River in den Umfreville Lake, der vom English River durchflossen wird. Confusion River und Campfire River sind größere Zuflüsse des Sturgeon River. Der Fluss hat eine Länge von etwa 60 km. Am Abfluss aus dem Salvesen Lake beträgt der mittlere Abfluss 10 m³/s. Das Einzugsgebiet am Pegel umfasst 1530 km².